# Марулас
Марулас (греч.  Μαρουλάς) — деревня в Греции на Крите. Расположена в 8 километрах юго-восточнее Ретимнона, на высоте 233 метра над уровнем моря. Входит в общину (дим) Ретимни в периферийной единице Ретимни в периферии Крит. Население 486 жителей по переписи 2011 года.
Β Маруласе находятся два кладбища последворцового периода.
B Маруласе находятся также две башни венецианского периода.

## Сообщество Марулас
В местное сообщество Марулас входит деревня Дилофо. Население 547 жителей по переписи 2011 года. Площадь 11,43 квадратных километров.
| Населённый пункт | Население (2011), человек |
| ---------------- | ------------------------- |
| Дилофо           | 61                        |
| Марулас          | 486                       |

## Население
| Год  | Население, человек |
| ---- | ------------------ |
| 1991 | 176                |
| 2001 | 205                |
| 2011 | ↗ 486              |